# Partido de la Unidad Popular (Túnez)
El Partido de la Unidad Popular (en árabe: حزب الوحدة الشعبية; en francés: Parti de l'Unité Popular o PUP) es un partido político tunecino de ideología nacionalista árabe y socialista.

## Historia
Fue fundado en 1981 con la introducción del multipartidismo por parte del régimen de Habib Burguiba. Se escindió del grupo de izquierda Movimiento de la Unidad Popular (MUP), por la iniciativa de este grupo de boicotear las elecciones fraudulentas del régimen de Burguiba y, posteriormente, de Zine El Abidine Ben Ali. En 1983, el gobierno del Primer ministro Mohammed Mzali legalizó a dos partidos de la oposición moderada, incluyendo al PUP.
El partido ganó dos asientos en la elección general celebrada el 20 de marzo de 1994.
Después de las elecciones de 1999, el PUP tenía 7 miembros en el Parlamento de Túnez. En las elecciones legislativas de 2004, el partido ganó el 3.6% del voto popular y 11 de los 189 escaños. El mismo día, su candidato Mohamed Bouchiha, ganó 3,8% a las elecciones presidenciales. En 2006, el PUP trató de formar una alianza con otros tres partidos de oposición de menor importancia, el Partido Social Liberal (PSL), la Unión Democrática Unionista (UDU) y el Partido Verde para el Progreso (PVP). Sin embargo, la alianza se derrumbó rápidamente cuando algunos de los participantes fueron acusados de perseguir intereses particulares en lugar de consguir la unidad de la oposición. En las elecciones legislativas de 2009, el PUP obtuvo el 3.4% del voto popular y ganó 12 de los 214 escaños.
Después de la revolución tunecina que democratizó al país, el PUP participó en las elecciones a la Asamblea Constituyente de 2011, pero no pudo ganar ningún escaño. En la actualidad, publica su propio periódico semanal, titulado Al Wahada.